# Cabo Farewell (Nueva Zelanda)
El cabo Farewell es un cabo de Nueva Zelanda, el punto más septentrional de la Isla del Sur. Está situado justo al oeste de Farewell Spit (Onetahua). Fue cartografiado por primera vez por Abel Tasman y bautizado por el explorador británico James Cook en 1770, ya que fue la última tierra que vio su tripulación al partir en su viaje de regreso.
Debido a su remota ubicación, es uno de los principales cabos de Nueva Zelanda menos visitados. El "Clifftop walk" (2-3 horas de ida a lo largo de las alturas de la costa al este del cabo) une la zona con el comienzo de Farewell Spit, y tiene unas vistas impresionantes del mar de Tasmania a un lado, de las dunas de arena en el noreste y de los imponentes acantilados y los paisajes rocosos y primitivos al lado de la costa (este).
En 2020 se creó el ecosantuario de Wharariki en las 2,5 hectáreas más septentrionales del cabo, cercado por una valla a prueba de depredadores para proteger a las aves marinas, las plantas autóctonas raras, los caracoles gigantes y las salamanquesas.

## Geología
El cabo y sus acantilados están compuestos por areniscas cuarzosas del Paleoceno. La erosión de los acantilados en forma de arena fina arrastrada por las corrientes marinas crea el Farewell Spit más al este.